# Suburbano Coração
Suburbano Coração é um musical de 1989 com roteiro de Naum Alves de Souza e letras e músicas de Chico Buarque. Naum Alves de Souza, inspirou-se na canção homônima de Chico Buarque e escreveu o roteiro desta comédia. Naum também foi o responsável por dirigir a primeira montagem que contou com Fernanda Montenegro e Otávio Augusto no elenco. 

## Sinopse
A história de Lovemar e os quatro amores de sua vida: um professor de religião, um pastor, um cantor de boate e um motorista de caminhão. Filha de um apaixonado por cinema e de uma proprietária de escola de canto, dança e boas maneiras, Lovemar sofre uma desilusão em seu casamento mas não desiste de procurar um grande amor. E de desilusão em desilusão, sempre na companhia das amigas Trudes e Julinda, Lovemar vira crente, cai na farra, volta ao recato, tudo na busca da alma gêmea, do homem ideal, que realize os sonhos povoados pelo amor perfeito com jeito de cinema.

## Temporadas
O espetáculo estreou em 1989 no Teatro Clara Nunes e contou no elenco com Fernanda Montenegro e Otávio Augusto, esta montagem foi dirigida pelo Naum Alves de Souza. A produção era de Fernando Torres.
Em 2002 uma nova montagem estreou no Teatro Café Pequeno, no Rio de Janeiro e depois mudou-se para o Teatro Carlos Gomes também no Rio de Janeiro. Esta montagem contou com Direção, Cenário e figurinos assinados por Charles Möeller, Coreografia de Renato Vieira e Design de Luz de Maurício de Sena. O elenco foi formado por Claudio Botelho, Inez Viana, Solange Baldim e Stella Maria Rodrigues. Esta montagem contou com dezoito músicas, oito a mais que a primeira versão, e foi produzida pela Axion produtores associados (Atual Aventura Entretenimento).
Em 2003, esta montagem foi apresentada em São Paulo, no Teatro Cultura Artística, com novos nomes no elenco.
Em 2015, uma nova produção foi realizada em São Paulo no Teatro Cacilda Becker, contou com a direção de Nelson Baskerville, cenário de Amanda Vieira e Nelson Baskerville, figurinos de Marichilene Artisevskis, desenho de luz de Wagner Freire e direção musical de Daniel Maia. Os produtores foram Luiza Jorge & Fábio Santanae e o elenco foi formado por Aldine Muller, Luiza Jorge, Luciana Azevedo, Claudinei Brandão e Fernando Fecchio.

## Elencos
| Personagem         | Teatro Clara Nunes  | Teatro Café Pequeno    | Teatro Carlos Gomes    | Teatro Cultura Artística | Teatro Cailda Becker |
| Personagem         | 1989                | 2002                   | 2002                   | 2003                     | 2015                 |
| ------------------ | ------------------- | ---------------------- | ---------------------- | ------------------------ | -------------------- |
| Dona Escolástica   | Fernanda Montenegro | Inez Vianna            | Soraya Ravenle         | Soraya Ravenle           |                      |
| Lovemar            | Otavio Augusto      | Inez Vianna            | Soraya Ravenle         | Soraya Ravenle           |                      |
| Alfredinho         | Otavio Augusto      | Inez Vianna            | Soraya Ravenle         | Soraya Ravenle           |                      |
| Frederico          | Otavio Augusto      | Claudio Botelho        | Claudio Botelho        | Claudio Botelho          |                      |
| Reverendo Cordeiro | Otavio Augusto      | Claudio Botelho        | Claudio Botelho        | Claudio Botelho          |                      |
| Osíris             | Otavio Augusto      | Claudio Botelho        | Claudio Botelho        | Claudio Botelho          |                      |
| Amado              | Otavio Augusto      | Claudio Botelho        | Claudio Botelho        | Claudio Botelho          |                      |
| Julinda            | Fernanda Montenegro | Solange Badim          | Solange Badim          | Gottsha                  |                      |
| Trudes             | Fernanda Montenegro | Stella Maria Rodrigues | Stella Maria Rodrigues | Stella Maria Rodrigues   |                      |